# St. Cornelius (Muggenbrunn)

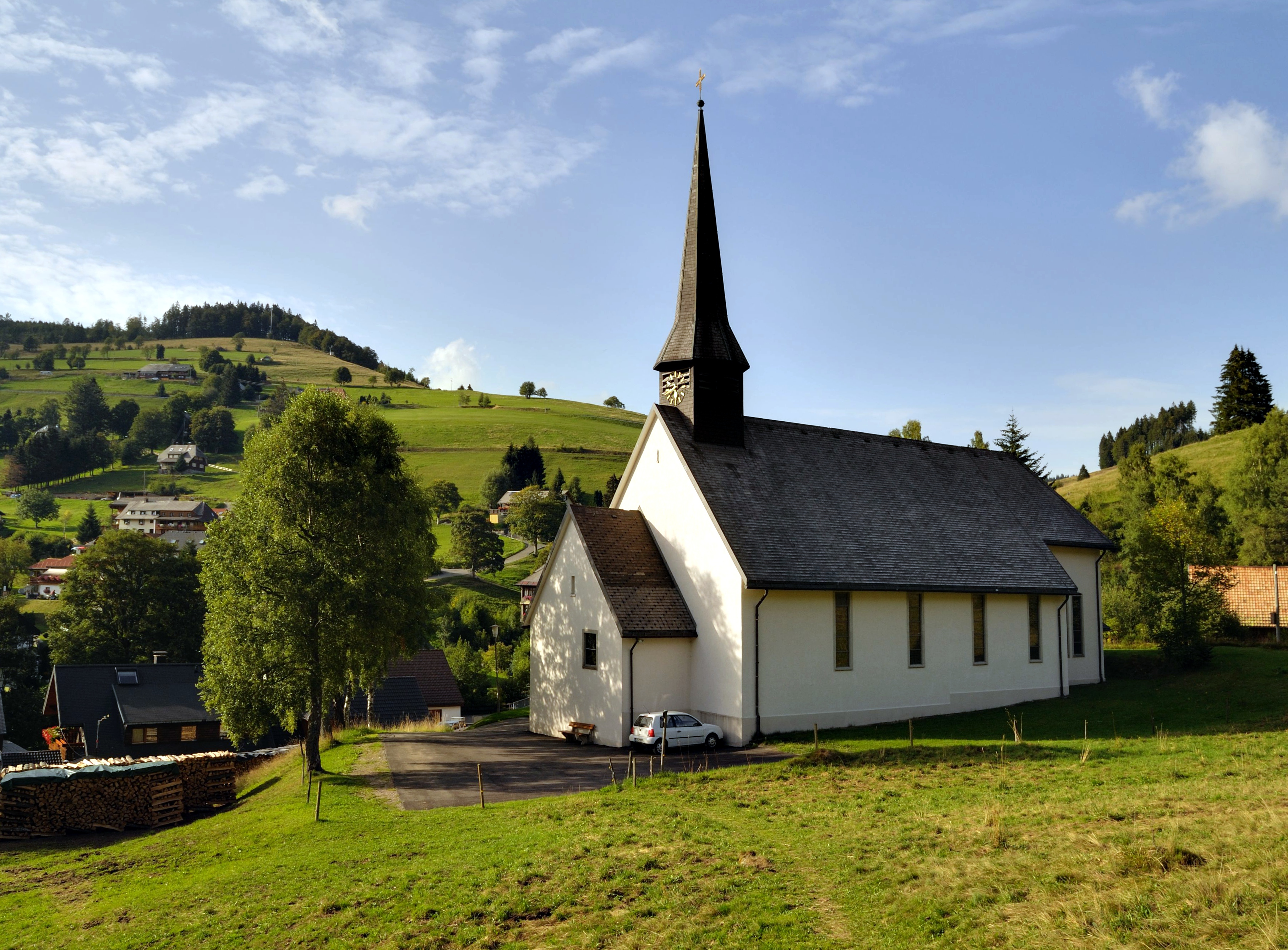
St. Cornelius in Todtnau-Muggenbrunn

St. Cornelius im Todtnauer Stadtteil Muggenbrunn ist eine römisch-katholische Filialkirche und wurde in den 1950er Jahren als Ersatz für die zu klein gewordene erste Kirche neu errichtet, die an die evangelische Kirche verkauft wurde.

## Geschichte

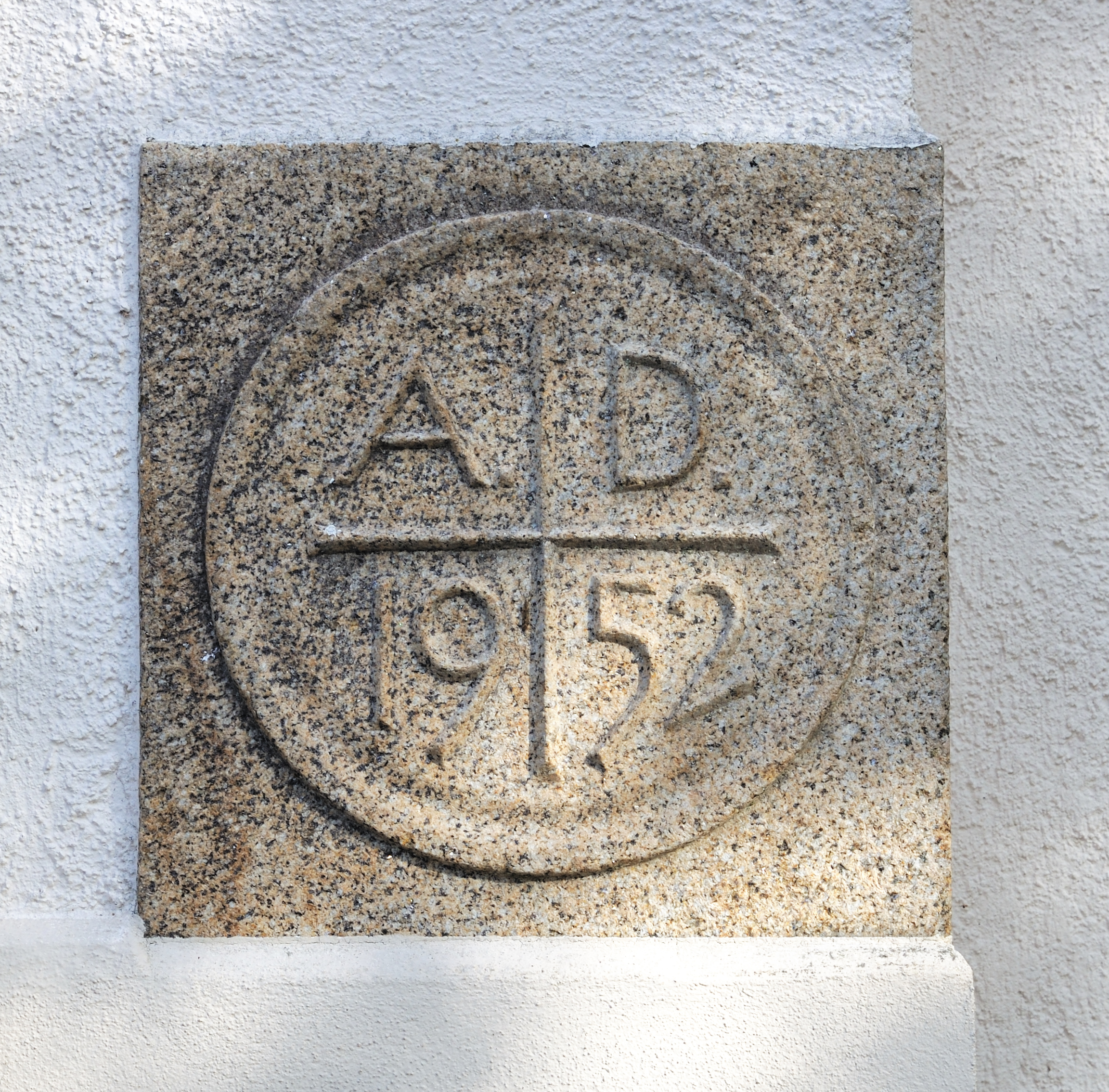
Gründungsstein

Nachdem die erste Kirche St. Cornelius zu klein geworden war, erbaute man nach Plänen der Architekten Fridolin Bosch und Rupert Muffler in den Jahren 1952 bis 1954 am Hang eine neue Kirche. Sie wurde am 25. Juli 1954 durch Kapitularvikar Simon Hirt aus Freiburg konsekriert.

## Beschreibung

### Kirchenbau
St. Cornelius befindet sich in Hanglage etwas oberhalb der Durchgangsstraße in Muggenbrunn. An das rechteckige Langhaus mit Satteldach ist im Nordosten ein quadratischer Chor angebaut. Dieser ist mit 6,90 Meter Breite deutlich schmaler als das 11,60 Meter breite Langhaus. Insgesamt misst die Kirche 26 Meter Länge. Ein südwestlicher Anbaut von 3 Meter Tiefe enthält Treppenaufgang und Eingang zur Kirche. Dieser ist niedriger als das Langhaus und ebenfalls mit einem Satteldach gedeckt. An den Längsseiten befinden sich je vier rechteckige, lange Fenster. Über dem Giebel im Südwesten erhebt sich ein quadratischer Dachreiter mit niedrigem Korpus, der Klangarkaden und Zifferblatt enthält. Daran schließt sich eine achtseitige Dachpyramide, der im unteren Bereich eingeknickt ist. Die Turmspitze wird durch Turmkugel und Kreuz bekrönt. Zur Talseite ist eine kleine Sakristei angebaut.

### Innenraum und Ausstattung

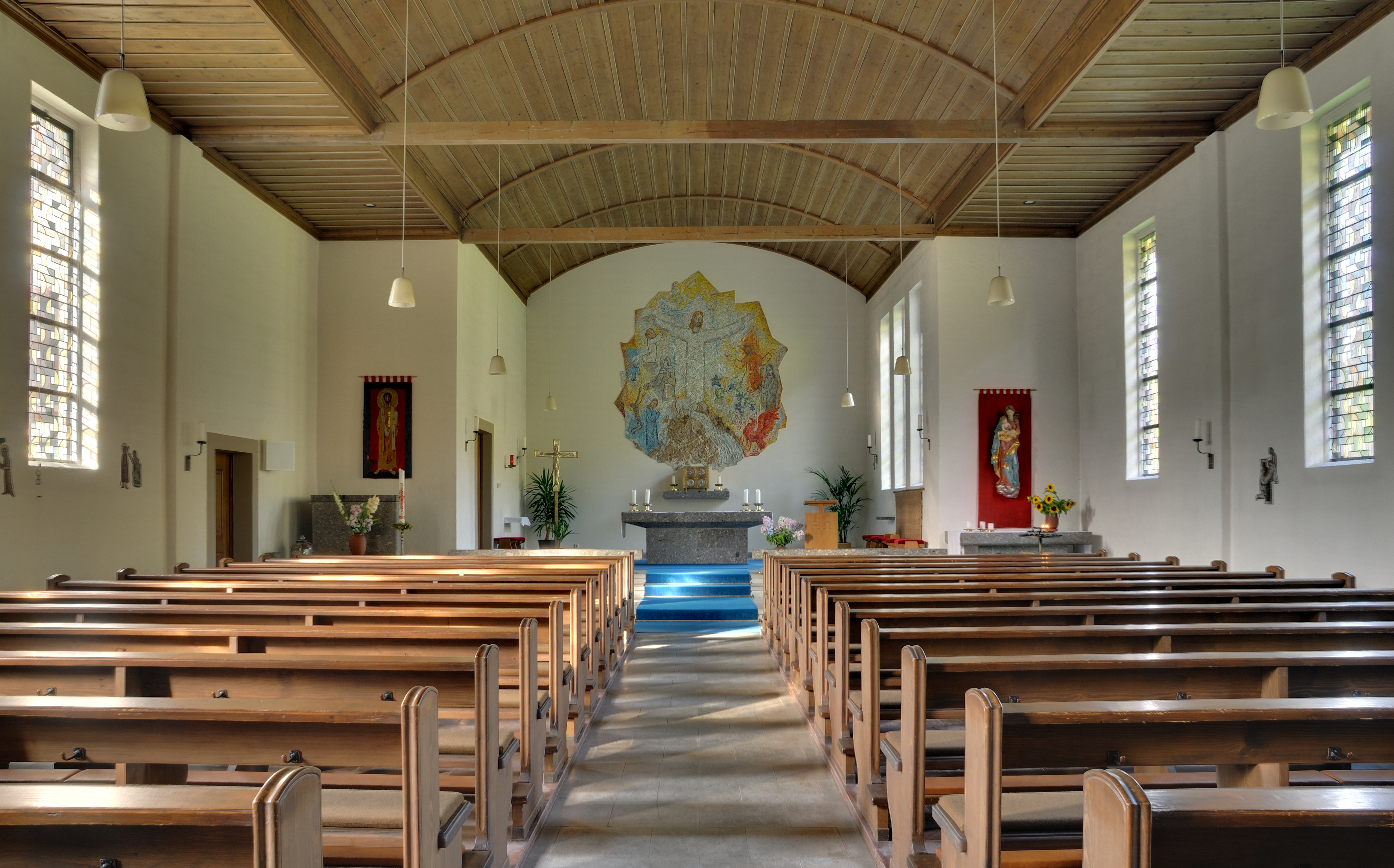
Innenraum zum Chor

Das Innere der Kirche ist an ihren Rändern mit einer flachen Holzdecke eingezogen. Der mittlere Deckenteil in der Breite des Chors besteht aus einem flachen Tonnengewölbe. Diese ebenfalls aus Holz bestehende Decke zieht sich vom Langhaus bis zum Chor. Die Wände bestehen aus weißem Rauputz. Im Chor steht ein schlichter Altar, dahinter ein 1,60 Meter hohes Standkreuz. Dieser wurde zusammen mit den Leuchtern vom Künstler Alfred Erhard geschaffen. Links vom Chor am Kanzelpult zeigt ein gestickter Wandteppich den Patron Cornelius; auf der Gegenseite ist eine 1,30 Meter hohe Madonnenstatue mit Kind aufgestellt. An den Wänden befinden sich 14 Kreuzwegstationen aus Mosaik. Am Eingang unterhalb der Empore befindet sich an einem kleinen Altartisch eine Pietà-Darstellung. Diese und die Mosaikbilder stammen von dem westfälischen Künstler Albert Reinker, Everswinkel. Die Kirche bietet insgesamt 208 Sitzplätze.

### Glocken
Der Dachreiter trägt zwei 1950 aus Stahl gegossene Glocken. Beide Glocken wurden in der Werkstatt von Albert Junkler in Brilon gegossen.
| Glocke | Name      | Durchmesser | Gewicht | Schlagton | Gussjahr | Gießerei              |
| ------ | --------- | ----------- | ------- | --------- | -------- | --------------------- |
| 1      | Maria     | 600 mm      | 95 kg   | b″-8      | 1950     | Albert Junker, Brilon |
| 2      | Cornelius | 450 mm      | 50 kg   | d‴-6      | 1950     | Albert Junker, Brilon |